# Tempus destruendi — Tempus aedificandi
«Время разрушать — Время строить» (лат. Tempus destruendi — Tempus aedificandi) — хоровой диптих Луиджи Даллапикколы, написанный в 1970—1971 годах на тексты Паулина Аквилейского и ирландского монаха Дерматуса.

## История написания
Сочинение было написано по заказу, полученному в 1968 году во время подготовке к мировой премьеры «Улисса» в Берлине от главы фонда «Иерусалимский тестимониум» для проводившегося под его эгидой фестиваля в Тель-Авиве; единственным ограничением, которое накладывалось на композитора, был выбор текстов, в которых должен был фигурировать Иерусалим. После долгих поисков, в которых решающую роль сыграла супруга композитора, Даллапиккола остановил свой выбор на «Проповеди» («Exhortatio») ирландского монаха XI века Дерматуса, призывавшего к возвращению в Иерусалим, чтобы собрать там разбросанные камни святилища и выстроить его заново. Работа была завершена в конце 1970 года. Уже после мировой премьеры «Проповеди» Даллапиккола решил достроить сочинение до диптиха, предварив написанное частью с противоположным смыслом, которой стал «Плач» («Ploratus») Паулина Аквилейского по разрушенной Аквилее. Одним из мотивом к развитию работы послужило осознание Даллапикколой того парадокса, что начиная с 1933 года, когда были завершены его «Шесть хоров на стихи Микеланджело Буонарроти-младшего», он ничего не написал для хора без сопровождения, несмотря на то, что всегда считал именно хор чистейшим из материалов доступных композитору. Название диптиха Даллапиккола позаимствовал из латинского перевода Экклезиаста.
Сочинение также дало название опубликованной после смерти композитора его переписке с музыковедом Массимо Милой.

## О языке произведения
В своём анализе работы Эдисон Денисов подчёркивал естественность изложения серии (BA4517896023) как выразительной мелодии: «неоднократные повторения отдельных мелодических ячеек останавливают внимание слушателя на основных интонационных комплексах, расчленяют серию и помогают её восприятию». С расчленением серии и другими операциями над ней также связывают заложенный в работу символический план («время разбрасывать камни, и время собирать камни»)

## Первые исполнения
Мировая премьера написанной первой заключительной части состоялась 4 января 1971 года в Тель-Авиве на фестивале «Тестимониум». Камерным хором «Ринат» дирижировал Гари Бертини. После премьеры Бертини сообщил композитору, что работа, несмотря на высокий уровень сложности, не представляла неразрешимых проблем для чистого интонирования, что Даллапикколу, в свете ставших расхожими вердиктов о «неисполнимости» его партитур, необыкновенно воодушевило. Диптих целиком был впервые исполнен 26 августа 1971 года на 28-й Сиенской музыкальной неделе в исполнении Камерного хора «RAI» под управлением Нино Антонеллини (в рамках того же авторского концерта состоялась итальянская премьера «Sicut umbra...»). Технически образцовое и эмоционально насыщенное исполнение произвело фурор.

## Записи
- Хор «BBC Singers» под управлением Джона Пула. Издано в 1975 году на лейбле «Argo» (ZRG 791). Запись считается неудачной из-за проблем с интонированием[7].
- New London Chamber Choir под управлением Джеймса Вуда. Запись 04.1992 (впервые опубликована в 1995; Erato 4509-98509-2).
- Wiener Konzertchor под управлением Готфрида Рабля в антологии «Хоровая музыка XX века» (ORF, 2002).

В Архиве Даллапикколы во Флоренции доступны для ознакомления записи с израильской и сиенской премьер, а также запись исполнения сочинения хором Нидерландского радио в 1972 году